# Svarttjärnen (Hässjö socken, Medelpad, 693685-159611)
Svarttjärnen är en sjö i Timrå kommun i Medelpad och ingår i Gådeån-Indalsälvens kustområde. Sjöns area är 0,011 kvadratkilometer och den befinner sig 62 meter över havet.